# Ambarnath

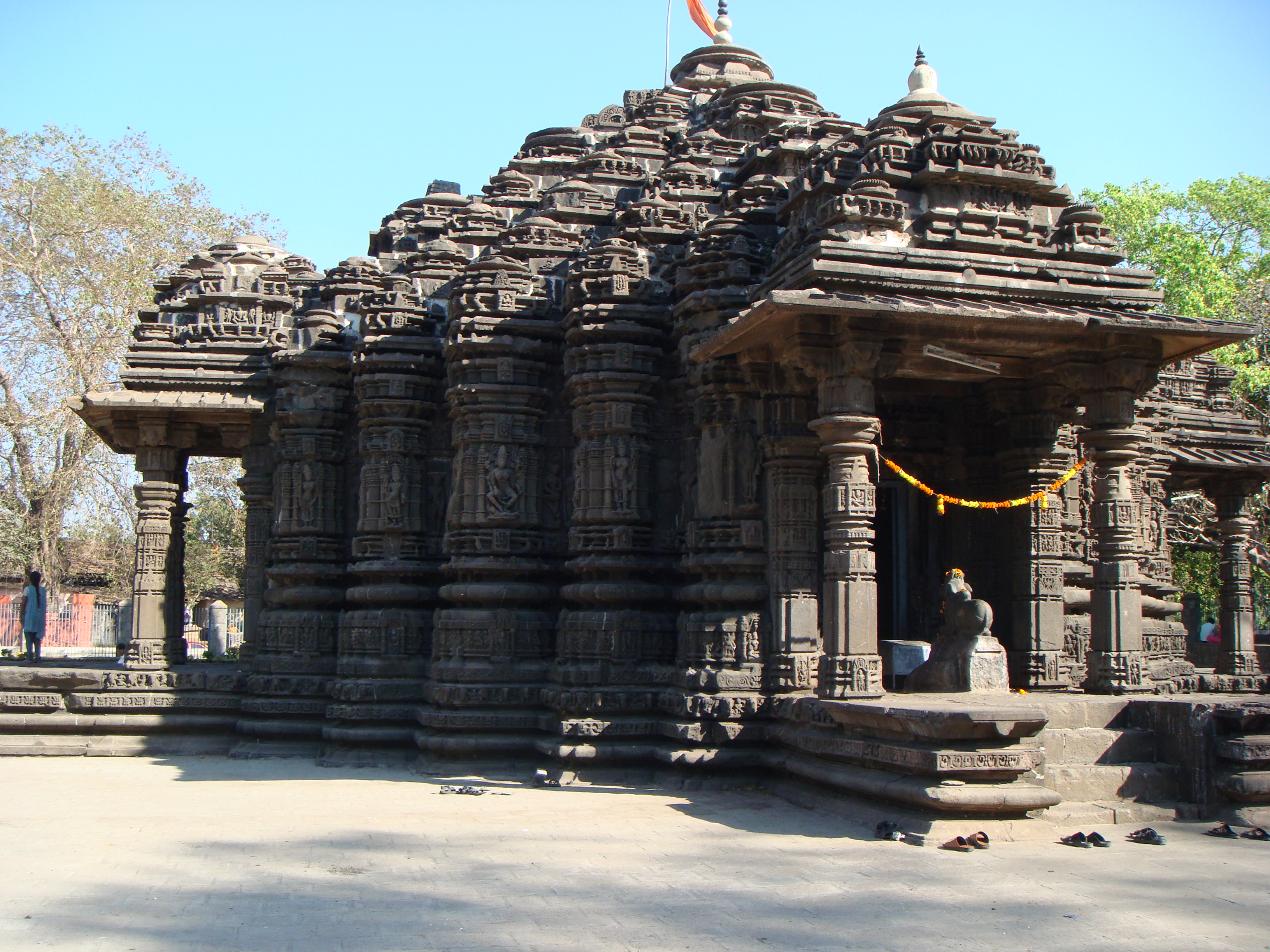
Shivatempel i Ambarnath.

Ambarnath (eller Ambernath) är en stad i västra Indien, och är belägen i distriktet Thane i delstaten Maharashtra. Staden är belägen några mil nordost om Bombay och ingår i denna stads storstadsområde. Befolkningen uppgick till 253 475 invånare vid folkräkningen 2011.